# Mithrax leucomelas
Mithrax leucomelas is een krabbensoort uit de familie van de Mithracidae. De wetenschappelijke naam van de soort is voor het eerst geldig gepubliceerd in 1867 door Desbonne, in Desbonne & Schramm.